# Биокомпьютер
Биокомпьютер (также биологический компьютер, молекулярный компьютер) — компьютер, который функционирует как живой организм или содержит биологические компоненты. Создание биокомпьютеров основывается на направлении молекулярных вычислений. В качестве вычислительных элементов используются белки и нуклеиновые кислоты, реагирующие друг с другом.
Можно сказать, что молекулярные компьютеры — это молекулы, запрограммированные на нужные свойства и поведение. Молекулярные компьютеры состоят из сетевых  нано-компьютеров. В работе обычной микросхемы используют отдельные молекулы в качестве элементов вычислительного тракта.
Также частое применение биокомпьютеров было распространено в научно-фантастической литературе, и нашло отражение в компьютерных играх, таких как Quake 2 и Quake 4.
В частности, молекулярный компьютер может представлять логические электрические цепи, составленные из отдельных молекул; транзисторы, управляемые одной молекулой, и т. п. В микросхеме памяти информация записывается с помощью положения молекул и атомов в пространстве.
Одним из видов молекулярных компьютеров можно назвать ДНК-компьютер, вычисления в котором соответствуют различным реакциям между фрагментами ДНК. От классических компьютеров ДНК-компьютеры отличаются тем, что химические реакции происходят сразу между множеством молекул независимо друг от друга.
Станислав Лем в «Summa Technologiae» предсказал теоретическую возможность «выращивания информации» при помощи синтетических полимеров (в т.ч. и био-).

## История
Создавая технику, человек всегда сравнивал себя с ней, имел возможность посмотреть на себя как бы со стороны. При развитии кибернетики и создании ЭВМ ученые пришли к мысли о подобии человека и машины, способной выполнять информационные функции, математические выражения, логические операции, накопление числовых, текстовых, звуковых и художественно-графических данных. Искусственный компьютер становится человеку соперником и союзником по интеллекту.
В 1966 году выходит книга Дж. фон Неймана «Теория самовоспроизводящихся автоматов», в которой описывается теория клеточных автоматов, которые способны к самовоспроизведению, аналогично живой клетке.
В 1994 году Эдлман на опыте показал, что молекулы ДНК могут решать вычислительные задачи, причём такие, которые представляют наибольшие трудности для традиционных компьютеров. С этого момента развивается история ДНК-вычислений.